# Похороните меня за плинтусом
«Похорони́те меня́ за пли́нтусом» — автобиографическая повесть российского писателя, кинорежиссёра и сценариста Павла Санаева, написанная в 1994 году на основе его детских воспоминаний. Санаев посвятил книгу своему отчиму, народному артисту СССР Ролану Быкову.
Повесть рассказывает о девяти годах (в возрасте от двух до одиннадцати лет) жизни Санаева в семье его деда, народного артиста СССР Всеволода Санаева и его жены Лидии. 
Впервые опубликована в 1996 году в журнале «Октябрь». Удостоена премии журнала «Октябрь» за лучший дебют за 1996 год. Номинировалась на Букеровскую премию.
Первым отдельным изданием книга вышла в 2003 году в серии «Современная библиотека для чтения» российского издательства «МК-Периодика» (Москва).
В 2007 году повесть была выпущена крупнейшим российским издательством «Астрель» («АСТ», Москва) и за три года разошлась тиражом около полумиллиона экземпляров.
После выхода в декабре 2009 года на экраны кинотеатров одноимённого художественного фильма, снятого режиссёром Сергеем Снежкиным по мотивам повести и получившего широкую популярность у зрителей, издательство «АСТ» в 2010 году выпустило специальное подарочное издание с иллюстрациями известной художницы Александры Николаенко, дополнив его тремя ранее не публиковавшимися главами («На ленточки», «Скорост» [sic] и «Сбылась мечта идиотика»). 
В феврале 2011 года повесть вошла в список самых покупаемых книг прошедшего десятилетия в московском «Торговом доме книги „Москва“» (заняла 4-е место с результатом 20 762 проданных экземпляра), а Павел Санаев занял 16-е место в списке самых покупаемых авторов.

## Сюжет
Герой начинает своё повествование со слов: «Меня зовут Савельев Саша. Я учусь во втором классе и живу у бабушки с дедушкой. Мама променяла меня на карлика-кровопийцу и повесила на бабушкину шею тяжкой крестягой. Так я с четырёх лет и вишу».
Бабушка ненавидит и осуждает свою «беспутную» дочь, нашедшую нового мужа, и не доверяет ей воспитание сына Саши, поэтому девятилетний мальчик живёт в доме бабушки и дедушки.
Жестокая «любовь» бабушки к внуку произрастает из желания иметь послушную и безответную живую куклу, которую можно опекать, лечить и наказывать. Эта «самоотверженная» забота помогает ей ощущать собственную значимость и острее упиваться собственным «страданием», причиняемым лживыми, чёрствыми и неблагодарными окружающими (включая мальчика). Не меньше достаётся и её мужу, дедушке Саши, которого она ежедневно оскорбляет и всё время говорит, как сильно он ей испортил жизнь, не брезгуя при этом и матерной бранью.
Саша Савельев плохо поддаётся этой обработке сознания и пытается вырваться из-под пресса домашней тирании.

## Действующие лица и их прототипы
Прототипами персонажей повести являются реальные люди:
- Саша Савельев, мальчик девяти лет — Павел Владимирович Санаев;
- Нина Антоновна, бабушка Саши — Лидия Антоновна Санаева;
- Семён Михайлович, дедушка Саши — Всеволод Васильевич Санаев;
- Ольга, мать Саши — Елена Всеволодовна Санаева;
- дядя Толя, отчим Саши, «карлик-кровопийца» — Ролан Антонович Быков.

## История написания
Рассказы, из которых выросла книга, Павел Санаев начал писать в школьные годы в ответ на упрёки отчима в безделье, «чтобы иметь законное право лоботрясничать» — родители и гости находили их достаточно забавными. Сделать из фрагментов полноценную книгу — с содержанием, понятной мыслью, развитием — Павлу удалось только после окончания ВГИКа, когда он начал понимать, какие истории находят отклик читателя, а какие нет.
Написание книги заняло около трёх лет. Первые полтора-два года — до публикации в «Октябре» — она пролежала в столе. Настоящую известность получила только в 2003 году, когда Игорь Клех включил её в серию «Современная библиотека для чтения». В 2007 году произведение приобрело издательство «АСТ», и лишь тогда книга «выстрелила», разошлась огромным тиражом.

## Театральные постановки и экранизации
- 2007 — спектакль «Похороните меня за плинтусом» Петербургского театра «Балтийский дом» (режиссёр Игорь Коняев)[5]. Эра Зиганшина получила высшую театральную премию Санкт-Петербурга Золотой софит за роль бабушки[6].
- 2008 — спектакль «Похороните меня за плинтусом (Приключения Саши в стране чудес)» Красноярского драматического театра имени А. С. Пушкина (режиссёр Алексей Крикливый)[7].
- 2009 — телеверсия постановки «Балтийского дома».
- 2009 — художественный фильм «Похороните меня за плинтусом» (режиссёр Сергей Снежкин)[8].
- 2010 — спектакль «Сволочная любовь» Русского драматического театра Литвы (Режиссёр Агнюс Янкявичюс). В 2010 году спектакль получил главный приз на Фестивале профессиональных театров имени Дали Тамулявичюте[9].
- 2010 — спектакль «Похороните меня за плинтусом» Челябинского академического театра драмы (режиссёр Олег Плаксин)[10].
- 2012 — спектакль «Apglabājiet mani zem grīdas», Театр Дайлес, Рига (режиссёр Регнарс Baйварс)[11].
- 2012 — спектакль «Похороните меня за плинтусом», Театр у Никитских ворот, Москва (режиссёр Марк Розовский)[12].
- 2014 — спектакль «Похороните меня за плинтусом», детская студия театра «Чёрный Квадрат» (режиссёр Сергей Федорчук).
- 2019 — кукольный спектакль «Похороните меня за плинтусом», Новосибирский государственный театр кукол (НОТЕК)[13].
- 2019 — спектакль «Похороните меня за плинтусом», Курганский драматический театр (режиссер Дмитрий Акриш).
- 2020 — спектакль «Похороните меня за плинтусом (Бабушка)», Покачевский театр-студия «INDIGO» (режиссер Александр Самсонов, Таисия Калачева).
- 2021 — моноспектакль «Похороните меня за плинтусом», Большой театр кукол, г. Санкт-Петербург (режиссер Роман Бокланов).
- 2024 — спектакль «Похороните меня за плинтусом», Омский государственный академический театр драмы (режиссёр Роман Габриа).

## Продолжение
В 2013 году увидел свет роман Павла Санаева «Хроники Раздолбая. Похороните меня за плинтусом 2». Автор пояснил, что данная книга представляет собой самостоятельное произведение, а название предыдущего романа появилось на обложке по маркетинговым соображениям.